# Barry Mann

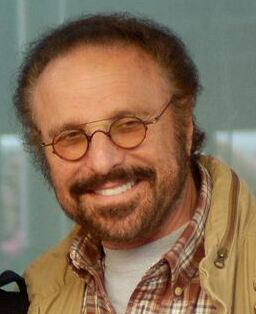
Barry Mann (2012)

Barry Mann (bürgerlich Barry Imberman, * 9. Februar 1939 in Brooklyn/New York) ist ein Songwriter und Musikproduzent. Zusammen mit seiner Ehefrau Cynthia Weil (1940–2023) bildete er in diesem Bereich eines der erfolgreichsten US-amerikanischen Duos der späten 1950er bis in die 1990er Jahre.

## Anfänge

Teddy Randazzo - The Way of A Clown

Erste Komposition von Barry Mann (zusammen mit Sid Jacobson) war im November 1958 für das neu gegründete Big Top-Label die B-Seite Stranded, gesungen vom zwölfjährigen Bobby Pedric jr. Mann war mit Paul Case in Kontakt gekommen, einem Manager des großen Musikverlages Hill & Range. Case verwies ihn auf dieses junge Label, das gerade zwei Singles veröffentlicht hatte, und stellte den talentierten Autoren im Brill Building an. Bobby Pedric jr. konnte ab 1972 noch große Erfolge unter dem Namen Robert John feiern. Es folgte die Komposition Don’t Destroy Me (zusammen mit Joe Shapiro), die Billy „Crash“ Craddock zu Beginn seiner Karriere im November 1959 in die unteren Ränge der Hot Hundred-Hitparade transportierte.
Erster messbarer Hit für Mann war She Say (Oom Dooby Doom) im Februar 1959 (zusammen mit Mike Anthony) für die erfolgreichen The Diamonds, die hiermit in die Top-20 der US-Charts gelangten. Barry Mann arbeitete zunächst mit wechselnden Autoren-Partnern zusammen. Eine der ersten Kompositionen (zusammen mit Hank Hunter) für Don Kirshners berühmten Musikverlag Aldon Music Publishing war für Steve Lawrence Footsteps, das im Februar 1960 Platz 7 erreichte. Mit dem bereits erfolgreichen Autoren Howard Greenfield (der meistens zusammen mit Neil Sedaka komponierte) entstand für Teddy Randazzo The Way of a Clown, das im April 1960 lediglich in die unteren Ränge der Charts gelangte. Erwähnenswert hieran ist, dass der Song auf Vesti la Giubba aus der Oper Pagliacci von Leoncavallo aus dem Jahre 1892 basierte. Come Back Silly Girl war ein weiterer Titel von Barry Mann, den Steve Lawrence im September 1960 übernahm.

## Beginn der Hitkompositionen
Aus der Partnerschaft mit einem der erfolgreichsten Autoren des Brill Building, Gerry Goffin, entstand im Juli 1961 der Novelty Song Who Put the Bomp, der Barry Mann als Interpreten bekanntmachte und bis auf Nr. 7 der Charts vordrang. Der Song ironisiert die mit übermäßiger Onomatopoesie (Lautmalerei durch Wortschöpfung wie in Oom Dooby Doom) rhythmisierenden Wortneuschöpfungen und Nonsense-Silben beladenen Texte der zeitgenössischen Popsongs, insbesondere aus dem Genre Doo Wop. Unter anderem wird der markante Titel des Hits Rama Lama Ding Dong zitiert. Für Neil Sedaka, der ansonsten nur seine eigenen Kompositionen sang, schrieb er Sweet Little You, das im August 1961 lediglich eine mittlere Platzierung einnahm.
Mitte 1961 lernte Mann dann Cynthia Weil im Brill Building kennen. Sie wurde nicht nur seine Autoren-Partnerin, sondern beide heirateten am 29. Oktober 1961. Erste gemeinsame Komposition des frisch vermählten Paares war im selben Monat Bless You für Tony Orlando, der ab 1970 als Leadsänger der Gruppe Dawn viele Erfolge hatte. Immer wieder erschienen auch Kompositionen von Barry Mann mit anderen Brill Building-Kollegen, vor allem mit Larry Kolber. Dieser hatte den Text für das romantische I Love How You Love Me innerhalb von nur 5 Minuten auf einer Serviette in einer Cafeteria für das Girl-Trio Paris Sisters im September 1961 verfasst, das bis auf Platz 5 kam.

Righteous Brothers - You’ve Lost That Lovin’ Feelin’

Die bis zu diesem Zeitpunkt erfolgreichste Zusammenarbeit des Ehepaares war im November 1962 My Dad für Paul Peterson, auch gleichzeitig dessen beste Platzierung mit einer Nr. 6 der Charts. Ein Klassiker entstand dann mit On Broadway am 22. Januar 1963 für die Drifters, wo Mann auf dem Klavier zu hören ist und Dionne Warwick im Hintergrundchor singt. Das Stück beschreibt den Traum vieler Teenager, auf der berühmten Theaterstraße New Yorks entdeckt und berühmt zu werden. Die Aufnahme beinhaltet auch ein Gitarrensolo von Phil Spector, der zu jener Zeit einer der vielen talentierten Autoren/Songwriter des Brill Building war. Spector gründete im November 1961 mit Philles Records sein eigenes Plattenlabel. Und schon dessen dritte Single Uptown für die Girlgroup The Crystals im März 1962 stammte aus der Feder Mann-Weil. Noch zwei weitere Kompositionen für Philles-Records folgten, bis dann im November 1964 mit You’ve Lost That Lovin’ Feelin’ für die Righteous Brothers ein transatlantischer Tophit (Nr. 1 in den USA und GB) herauskam. Die von August bis November 1964 durch Phil Spector pompös produzierte und arrangierte Pop-Ballade gehört seither zu den meistgespielten Songs aller Zeiten (laut Broadcast Music Incorporated) und zu den Pop-Klassikern. Auch (You’re My) Soul and Inspiration für die unechten Brüder, das im Februar 1966 nicht mehr bei Philles-Records erschienen war, stammte von dem mittlerweile etablierten Autoren-Ehepaar. Dieses scheute sich nicht, mit Kicks für Paul Revere & the Raiders im darauffolgenden Monat den Drogenmissbrauch zu kritisieren.
Historisch bedeutsam ist noch We Gotta Get Out of This Place für die Animals im Juli 1965, das bis auf Platz 2 der britischen Charts kam und im Protest gegen den Vietnamkrieg genutzt wurde. Der Song im bluesigen Shout-Stil war individuell auf die Animals zugeschnitten. Im Jahre 1966 wurden noch neun weitere Stücke (entweder als Paar oder in Kollaboration mit anderen Partnern) komponiert, 1967 weitere zwölf, 1968 sogar siebzehn, weitere neunzehn im Jahr 1969.

## Die 1970er- und 1980er-Jahre
Die großen Erfolge wurden allerdings seltener. Für B. J. Thomas verfassten sie im Juni 1970 (I Just) Can’t Help Believing, insgesamt von 40 Interpreten nachfolgend gecovert (unter anderem von Elvis Presley). Dan Hill brachte ihr Sometimes When We Touch im November 1977 bis zur US-Nr. 3. Linda Ronstadt und James Ingram sangen als Duett den im Dezember 1986 publizierten Hit Somewhere Out There (US-Nr. 2), der 1987 zwei Grammy Awards für „besten Song des Jahres“ und „besten Filmsong“ (für den Trickfilm Feivel, der Mauswanderer) erhielt. Doch die Zeit der sehr erfolgreichen Kompositionen war vorüber, ihre abnehmende Kreativität reichte hinein bis ins Jahr 1992.

## Hitstatistik
Broadcast Music Incorporated (BMI) zufolge sind dort 787 Songs für Barry Mann und 595 Kompositionen für Cynthia Weil registriert. Der größte Teil der Schnittmenge entfällt auf die Zusammenarbeit zwischen beiden. Dafür haben beide 108 Auszeichnungen der BMI erhalten. Insgesamt 18 ihrer Kompositionen erreichten die US-Top-40. Für ihr Lebenswerk wurden sie 1997 in die Songwriters Hall of Fame aufgenommen. Der Rolling Stone listete das Paar 2015 auf Rang 88 der 100 größten Songwriter aller Zeiten.

## Titelauswahl (im Text nicht erwähnt)
- Here You Come Again – Dolly Parton
- He’s Sure the Boy I Love – The Crystals
- Magic Town – The Vogues
- Uptown – The Crystals
- Blame It on the Bossa Nova – Eydie Gorme
- Only in America – Jay and the Americans
- Kicks – Paul Revere & the Raiders
- Coldest Night of the Year – Vashti Bunyan
- Looking Through the Eyes of Love – Gene Pitney
- Shape of Things to Come – Max Frost and the Troopers
- Just a Little Lovin’ (Early in the Morning) – Dusty Springfield
- I’m Gonna Be Strong – Gene Pitney
- Make Your Own Kind of Music – "Mama" Cass Elliot
- Black Butterfly – Deniece Williams
- Don’t Know Much – Aaron Neville and Linda Ronstadt
- Somewhere Out There – James Ingram and Linda Ronstadt (zusammen mit James Horner für den Film Feivel, der Mauswanderer)
- Never Gonna Let You Go – Sérgio Mendes
- Saturday Night at the Movies – The Drifters
- None of Us Are Free (Mann, Weil, Brenda Russell) – Ray Charles
- Just Once – James Ingram und Quincy Jones
- Good Time Living – Three Dog Night
- (Walking) In the Rain – The Ronettes
- We’re Over – Johnny Rodriguez

## Diskografie

### Alben
- 1961: Who Put the Bomp
- 1969: Angel, Angel, Down We Go
- 1971: Lay It All Out
- 1975: Survivor
- 1980: Barry Mann
- 2000: Soul & Inspiration

### Singles
- 1959:	All the Things You Are
- 1960:	War Paint
- 1961:	Happy Birthday, Broken Heart
- 1961: Who Put the Bomp (in the Bomp, Bomp, Bomp)
- 1961: Little Miss U.S.A.
- 1962:	Hey Baby I’m Dancin’
- 1962: Teenage Has-Been
- 1963: Graduation Time
- 1964: Talk to Me Baby
- 1966: Angelica
- 1967: Where Do I Go From Here
- 1968: The Young Electric Psychedelic Hippie Flippy Folk and Funky Philosophic Turned On Groovy 12 String Band
- 1968: I Just Can’t Help Believin’
- 1970: Feelings
- 1971: Carry Me Home
- 1971: When You Get Right Down to It
- 1972: Too Many Mornings
- 1974: Nobody but You
- 1975: Nothing Good Comes Easy
- 1975: I’m a Survivor
- 1976: The Princess and the Punk
- 1977: The Best That I Know How
- 1979: Almost Gone
- 1980: Brown-Eyed Woman

## Filmmusik (Auswahl)
- 1970: Kein Lied für meinen Vater (I Never Sang for My Father)